# Nobile (cráter)

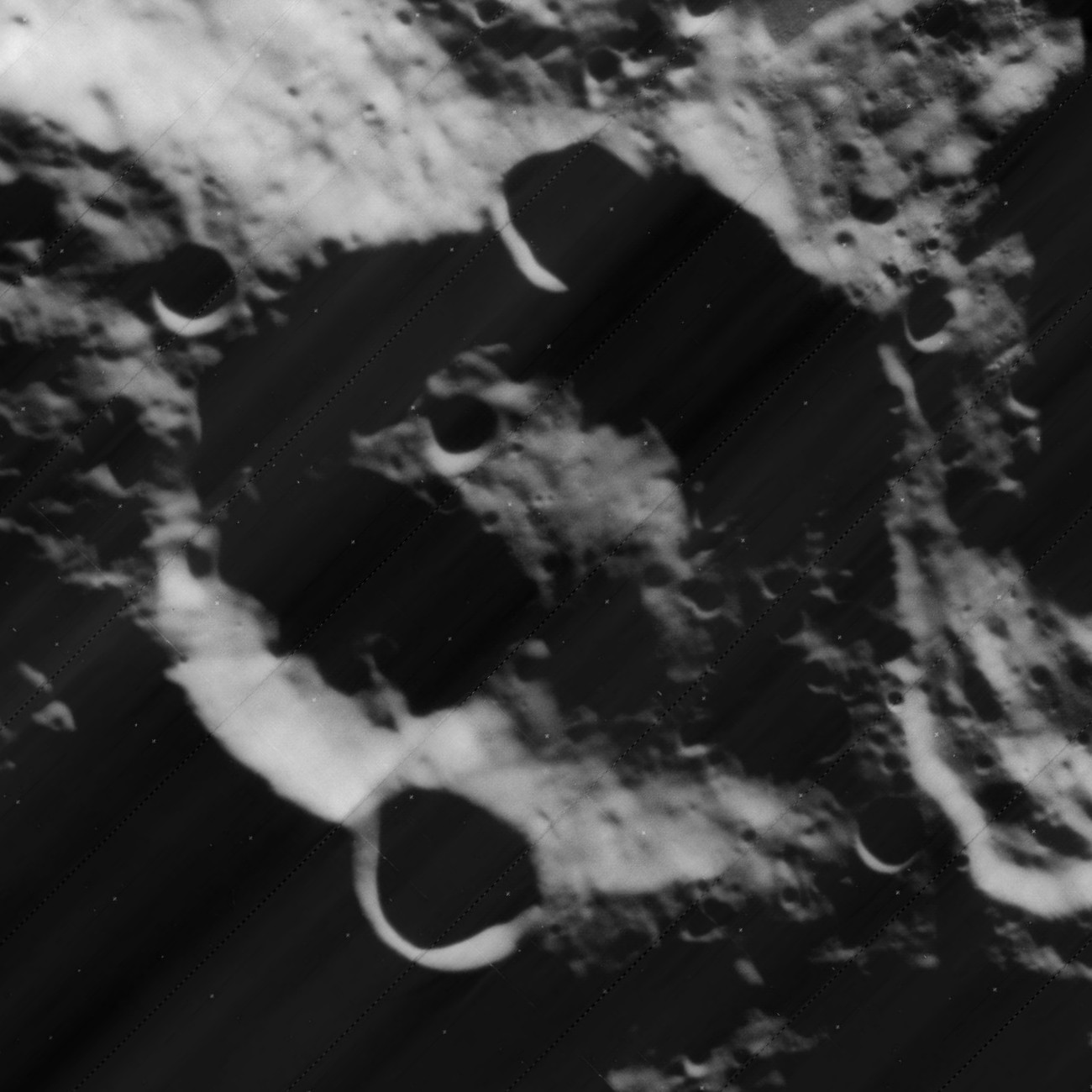
Nobile; imagen de la misión Lunar Orbiter 4 (1967)

Nobile es un cráter de impacto que se encuentra cerca del polo sur de la Luna. Se encuentra al sur del cráter Scott, en el borde occidental de Amundsen. Entre Nobile y el polo sur se localizan los cráteres más pequeños Shoemaker y Faustini.
|  |

Se trata de una formación de cráteres erosionada que está casi constantemente envuelta en sombras profundas. Cuando la luz del sol entra en el interior de este cráter, lo hace en un ángulo muy oblicuo. El borde del cráter está cubierto por varios cráteres menores, siendo el más notable una formación con la mitad de diámetro que Nobile, situada sobre su borde occidental. También aparecen pequeños cráteres en las partes suroeste y septentrional del brocal. Las rampas exteriores de Amundsen superan su borde este y la pared interna. El suelo interior de este cráter es algo irregular, y presenta algunos cratercillos marcando su superficie.
Nobile fue designado previamente Scott A antes de serle asignado su nombre actual por parte de la UAI.